# Crinum paludosum
Crinum paludosum är en amaryllisväxtart som beskrevs av Frans Verdoorn. Crinum paludosum ingår i släktet Crinum, och familjen amaryllisväxter. Inga underarter finns listade i Catalogue of Life.